# Michelle Kelly
Pour les articles homonymes, voir Kelly.
Michelle Kelly, née le 7 novembre 1974 à Grande Prairie, est une skeletoneuse canadienne.

## Palmarès

### Championnats du monde de skeleton
- 2003 :  Médaille d'or.
- 2005 :  Médaille de bronze.
- 2008 :  Médaille d'argent.

### Coupe du monde
- 1 globe de cristal en individuel : vainqueur en 2003.
- 28 podiums individuels : 6 victoires, 13 deuxièmes places et 9 troisièmes places.

#### Détails des victoires en Coupe du monde
| Édition   | Piste                        | Total |
| 1996-1997 | Winterberg                   | 1     |
| 2001-2002 | Saint-Moritz                 | 1     |
| 2002-2003 | Saint-Moritz                 | 1     |
| 2007-2008 | Calgary Park City Winterberg | 3     |